# لويس مارتن
لويس مارتن (بالإنجليزية: Lewis Martin)‏ (و. 1895 – 1974 م) هو ممثل، وممثل تلفزيوني، من الولايات المتحدة الأمريكية، ولد في سان فرانسيسكو، توفي في لوس أنجلوس، عن عمر يناهز 79 عاماً.

## وصلات خارجية
- لويس مارتن على موقع IMDb (الإنجليزية)
- لويس مارتن على موقع أول موفي (الإنجليزية)
- لويس مارتن على موقع قاعدة بيانات برودواي على الإنترنت (الإنجليزية)
- لويس مارتن على موقع قاعدة بيانات الأفلام السويدية (السويدية)
- لويس مارتن على موقع قاعدة بيانات الفيلم (الإنجليزية)

لويس مارتن في قاعدة بيانات الأفلام على الإنترنت